# Krivodol
Krivodol (in bulgaro Криводол?) è un comune bulgaro situato nella regione di Vraca di 10 744 abitanti (dati 2009). La sede comunale è nella località omonima.

## Località
Il comune è formato dall'insieme delle seguenti località:
- Krivodol (sede comunale)
- Baurene
- Botunja
- Dobruša
- Furen
- Galatin
- Glavaci
- Golemo Babino
- Gradešnica
- Kravoder
- Lesura
- Osen
- Pudrija
- Rakevo
- Urovene